# Anaphes
Anaphes is een geslacht van vliesvleugeligen uit de familie Mymaridae. De wetenschappelijke naam van dit geslacht is voor het eerst geldig gepubliceerd in 1833 door Haliday.

## Soorten
Het geslacht Anaphes omvat de volgende soorten:
- Anaphes acutipennis (Soyka, 1949)
- Anaphes acutiventris (Soyka, 1949)
- Anaphes additus (Soyka, 1949)
- Anaphes aequipennatus (Soyka, 1953)
- Anaphes aequus (Soyka, 1953)
- Anaphes aestivus (Soyka, 1950)
- Anaphes alaskae Annecke & Doutt, 1961
- Anaphes albipes (Soyka, 1949)
- Anaphes amplipennis Ogloblin, 1962
- Anaphes angustipennis (Debauche, 1948)
- Anaphes antoniae (Soyka, 1955)
- Anaphes apilosus (Soyka, 1949)
- Anaphes archettii Ghidini, 1945
- Anaphes arcuatus (Soyka, 1953)
- Anaphes arenbergi Debauche, 1948
- Anaphes aries Debauche, 1948
- Anaphes ater (Soyka, 1949)
- Anaphes aterrimus (Soyka, 1949)
- Anaphes atomarius (Brèthes, 1913)
- Anaphes auripes Walker, 1846
- Anaphes australia (Girault, 1920)
- Anaphes avalae (Soyka, 1955)
- Anaphes balteatus (Soyka, 1949)
- Anaphes basalis Förster, 1861
- Anaphes behmani Girault, 1929
- Anaphes bicolor (Soyka, 1953)
- Anaphes brachygaster (Debauche, 1948)
- Anaphes brevicornis (Soyka, 1949)
- Anaphes brevior (Soyka, 1949)
- Anaphes brevis Walker, 1846
- Anaphes brevitarsis (Soyka, 1949)
- Anaphes breviventris (Soyka, 1949)
- Anaphes brunneus (Doutt, 1949)
- Anaphes byrrhidiphagus Huber, 1992
- Anaphes calendrae (Gahan, 1927)
- Anaphes calvescens (Debauche, 1948)
- Anaphes campestris (Soyka, 1949)
- Anaphes chrysomelae (Bakkendorf, 1960)
- Anaphes ciliatus (Soyka, 1949)
- Anaphes collinus Walker, 1846
- Anaphes communis (Soyka, 1949)
- Anaphes comosipennis Girault, 1917
- Anaphes compressus (Soyka, 1949)
- Anaphes confertus (Doutt, 1949)
- Anaphes congener Förster, 1861
- Anaphes conotracheli Girault, 1905
- Anaphes consimilis (Soyka, 1949)
- Anaphes cotei Huber, 1997
- Anaphes crassipennis Soyka, 1946
- Anaphes crassipilis (Soyka, 1949)
- Anaphes crassus (Soyka, 1953)
- Anaphes cultripennis Debauche, 1948
- Anaphes debilipennis (Soyka, 1949)
- Anaphes declinatus (Soyka, 1950)
- Anaphes depressus (Soyka, 1954)
- Anaphes dessarti (Mathot, 1969)
- Anaphes devillei (Debauche, 1948)
- Anaphes devius (Soyka, 1949)
- Anaphes diana (Girault, 1911)
- Anaphes differens (Soyka, 1949)
- Anaphes dilatatus (Soyka, 1949)
- Anaphes discolor (Soyka, 1949)
- Anaphes discolorisimilis (Soyka, 1950)
- Anaphes distinctus (Soyka, 1953)
- Anaphes dorcas (Debauche, 1948)
- Anaphes dubius (Soyka, 1949)
- Anaphes duplicatus (Soyka, 1953)
- Anaphes dytiscidarum Rimsky-Korsakov, 1920
- Anaphes elegans (Soyka, 1955)
- Anaphes elongatus (Soyka, 1949)
- Anaphes ensipennis (Soyka, 1949)
- Anaphes eulongicornis Özdikmen, 2011
- Anaphes euryale (Debauche, 1948)
- Anaphes exiguosimilis (Soyka, 1953)
- Anaphes exiguus (Soyka, 1949)
- Anaphes fabarius Róndani, 1877
- Anaphes falsus (Soyka, 1953)
- Anaphes fennicus (Soyka, 1955)
- Anaphes ferrierei (Soyka, 1946)
- Anaphes fijiensis Huber, 2009
- Anaphes flavicornis (Soyka, 1949)
- Anaphes flavipennis (Soyka, 1954)
- Anaphes flavipes (Förster, 1841)
- Anaphes flavitarsis (Soyka, 1949)
- Anaphes flavus (Soyka, 1949)
- Anaphes fortipennis (Soyka, 1953)
- Anaphes fuscipennis Haliday, 1833
- Anaphes gabitzi (Soyka, 1953)
- Anaphes galtoni (Girault, 1912)
- Anaphes gauthieri Debauche, 1948
- Anaphes germaniacus Özdikmen, 2011
- Anaphes gerrisophaga (Doutt, 1949)
- Anaphes globosicornis (Soyka, 1949)
- Anaphes globosus (Soyka, 1949)
- Anaphes gracilior (Soyka, 1949)
- Anaphes gracillimus (Soyka, 1955)
- Anaphes hercules Girault, 1911
- Anaphes heterotomus (Mathot, 1969)
- Anaphes hundsheimensis (Soyka, 1946)
- Anaphes inexpectatus Huber & Prinsloo, 1990
- Anaphes intermedius (Soyka, 1949)
- Anaphes iole Girault, 1911
- Anaphes kressbachi (Soyka, 1949)
- Anaphes laticornis (Soyka, 1949)
- Anaphes latipennis Walker, 1846
- Anaphes latipterus Botoc, 1962
- Anaphes latus (Soyka, 1949)
- Anaphes leonhardwitzi (Soyka, 1949)
- Anaphes leptoceras (Debauche, 1948)
- Anaphes linearis (Soyka, 1949)
- Anaphes lineipennis (Soyka, 1949)
- Anaphes linnaei (Girault, 1912)
- Anaphes listronoti Huber, 1997
- Anaphes longiclava (Doutt, 1949)
- Anaphes longicornis Walker, 1846
- Anaphes longior (Soyka, 1949)
- Anaphes longipennis (Soyka, 1949)
- Anaphes longipilis (Soyka, 1954)
- Anaphes longispinosus (Soyka, 1955)
- Anaphes lucidus (Soyka, 1949)
- Anaphes luna (Girault, 1914)
- Anaphes luteicornis (Soyka, 1955)
- Anaphes maculicornis (Soyka, 1949)
- Anaphes maialis (Debauche, 1948)
- Anaphes malchinensis (Soyka, 1949)
- Anaphes malkwitzi (Soyka, 1949)
- Anaphes maradonai Jesu, 2004
- Anaphes medioacutus (Soyka, 1954)
- Anaphes medius Soyka, 1946
- Anaphes minimus (Soyka, 1949)
- Anaphes minor (Soyka, 1949)
- Anaphes mirabilis (Soyka, 1955)
- Anaphes nemorosus (Soyka, 1954)
- Anaphes neobrevior (Soyka, 1954)
- Anaphes neodistinctus (Soyka, 1954)
- Anaphes neoflavus (Soyka, 1949)
- Anaphes neoserenus (Soyka, 1955)
- Anaphes neospecialis (Soyka, 1955)
- Anaphes neustadti (Soyka, 1949)
- Anaphes niger (Soyka, 1949)
- Anaphes nigerrimus (Soyka, 1949)
- Anaphes nigrellus Girault, 1911
- Anaphes nigricornis (Soyka, 1949)
- Anaphes nipponicus Kuwayama, 1932
- Anaphes nitens (Girault, 1928)
- Anaphes nunezi Ogloblin, 1962
- Anaphes obscurus (Soyka, 1949)
- Anaphes obsoletus (Soyka, 1954)
- Anaphes ordinarius (Soyka, 1954)
- Anaphes ornatus (Soyka, 1949)
- Anaphes ovatus (Soyka, 1949)
- Anaphes ovipositor Soyka, 1946
- Anaphes pallidicornis (Soyka, 1949)
- Anaphes palliditarsis (Soyka, 1949)
- Anaphes pallidus (Soyka, 1949)
- Anaphes pallipes (Ashmead, 1887)
- Anaphes pannonicus (Soyka, 1946)
- Anaphes parallelipennis (Soyka, 1949)
- Anaphes parciventris (Soyka, 1949)
- Anaphes parvus (Förster, 1841)
- Anaphes pectoralis (Soyka, 1946)
- Anaphes pellucens (Soyka, 1949)
- Anaphes peyerimhoffi (Kieffer, 1913)
- Anaphes piceicornis (Soyka, 1954)
- Anaphes pilicornis (Soyka, 1949)
- Anaphes piliscapus (Soyka, 1949)
- Anaphes pilosipennis (Soyka, 1949)
- Anaphes pilosissimus (Soyka, 1954)
- Anaphes pucarobius Ogloblin, 1962
- Anaphes pulchripennis (Soyka, 1949)
- Anaphes pullicrurus (Girault, 1910)
- Anaphes quadraticornis (Soyka, 1949)
- Anaphes rectipennis (Soyka, 1949)
- Anaphes reductus (Soyka, 1949)
- Anaphes regulus Walker, 1846
- Anaphes relictus (Soyka, 1949)
- Anaphes rotundipennis (Soyka, 1949)
- Anaphes rufus (Soyka, 1949)
- Anaphes saintpierrei Girault, 1913
- Anaphes schellwieniens Meunier, 1901
- Anaphes semiflavus (Soyka, 1949)
- Anaphes semimedius (Soyka, 1949)
- Anaphes serbicus (Soyka, 1949)
- Anaphes serenus (Soyka, 1955)
- Anaphes sibbei (Soyka, 1954)
- Anaphes siegerfeldi (Soyka, 1955)
- Anaphes silesicus (Soyka, 1946)
- Anaphes similis (Soyka, 1949)
- Anaphes sinipennis Girault, 1911
- Anaphes sordidatus (Girault, 1909)
- Anaphes soykai Özdikmen, 2011
- Anaphes speciosior (Soyka, 1954)
- Anaphes speciosus (Soyka, 1955)
- Anaphes spinosus (Soyka, 1949)
- Anaphes splendens Meunier, 1901
- Anaphes stratipennis (Soyka, 1954)
- Anaphes stubaiensis (Soyka, 1949)
- Anaphes stygius Debauche, 1948
- Anaphes sulphuripes (Soyka, 1949)
- Anaphes superadditus (Soyka, 1950)
- Anaphes swiedecki (Soyka, 1953)
- Anaphes tarsalis Mathot, 1969
- Anaphes tasmaniae Huber & Prinsloo, 1990
- Anaphes tenuipennis (Soyka, 1949)
- Anaphes tenuis (Soyka, 1949)
- Anaphes thoracicus (Soyka, 1955)
- Anaphes timidus (Soyka, 1950)
- Anaphes trijohanni Jesu, 2002
- Anaphes valkenburgicus (Soyka, 1949)
- Anaphes variatus (Soyka, 1949)
- Anaphes varicolor (Soyka, 1949)
- Anaphes victus Huber, 1997
- Anaphes vulgaris (Soyka, 1946)
- Anaphes vulgarisimilis (Soyka, 1954)
- Anaphes weidenhofi (Soyka, 1954)
- Anaphes wertaneki (Soyka, 1955)
- Anaphes wolfsthali (Soyka, 1950)
- Anaphes wratislawensis (Soyka, 1954)